# 佛蒙特高地 (佛羅里達州)
佛蒙特高地（英語：Vermont Heights）是位於美國佛羅里達州聖約翰斯縣的一個非建制地區。該地的面積和人口皆未知。

## 地理
佛蒙特高地的座標為29°48′36″N 81°23′50″W / 29.81000°N 81.39722°W，而該地的平均海拔高度為14米（即46英尺）。